# خارکیی
خارکیی (به انگلیسی: Kharkai) یک منطقهٔ مسکونی در پاکستان است که در خیبر پختونخوا واقع شده‌است.